# تريونال
تريونال هو مهدئ ومنوم، وعقار مخدر،[بحاجة لمصدر] يُؤثر على الناقل العصبي حمض الغاما أمينوبيوتيريك، آثاره مشابهة للسلفن، ولكنها أسرع في الترنال.

## التأريخ
قام يوجين بومان وألفريد كاست بإعداد وتحضير التريونال لأول مرة في عام 1888. وقد ظهر في بعض الروايات ومنها جريمة في قطار الشرق السريع، وثم لم يبق أحد على أنه مُسكن يساعد على النوم، وفي رواية البحث عن الزمن المفقود على أنه منوم.